# 福斯公路橋
福斯公路橋（英語：Forth Road Bridge）是位於蘇格蘭中部的一座懸索橋，開通於1964年，橫跨福斯灣，連結愛丁堡和法夫。福斯公路橋的開通取代了當地的渡輪服務，而鐵路交通則由福斯橋承擔。2015年12月4日，由於結構性問題，福斯公路橋一度關閉，禁止所有車輛行人進入，並在同年12月23日重新開通。重型貨車則在2016年2月20日重新開通。2017年8月，和福斯公路橋相鄰的昆斯費里大橋通車。

## 外部連結
- Official website
- Forth Estuary Transport Authority
- Bridges Visitor Centre Trust - Home Page